# Ils ont filmé la guerre en couleur

Ils ont filmé la guerre en couleur est une série de quatre téléfilms documentaires de 90 minutes, traitant de la Seconde Guerre mondiale, et réalisés pour France 2 par René-Jean Bouyer entre 2000 et 2005. Ces documentaires ont la particularité de n'utiliser que des images d'archives en couleurs, plutôt rares pour cette période, la norme étant encore à l'époque le noir et blanc. Le tout est commenté en voix off par André Dussollier.

## Diffusion
Le premier épisode, qui fut diffusé en première partie de soirée le 6 juin 2000 pour célébrer l'anniversaire du Débarquement de Normandie (6 juin 1944), couvre toute la durée du conflit ; il a été rediffusé le 8 mai 2001 en deuxième partie de soirée, pour l'anniversaire de la fin de la guerre en Europe (8 mai 1945).
Les épisodes qui suivirent s'intéressent plus particulièrement à certains aspects de la guerre :
- 2002, Londres capitale de la liberté : le Blitz sur Londres pendant la  Bataille d'Angleterre (diffusion le 7 mai).
- 2003, La Libération : la Libération de l'Europe (diffusion le 15 juin).
- 2005, L'Enfer du Pacifique : les campagnes du Pacifique (diffusion le 31 juillet).

À chaque fois la première diffusion a eu lieu en première partie de soirée, et chacun des quatre épisodes a été rediffusé à plusieurs reprises, notamment dans les émissions de documentaires Contre courant et Infrarouge, ou encore sur France 5, et là aussi à des périodes parfois symboliques comme celle de l'anniversaire de la Libération de Paris.
Par ailleurs, les documentaires ont donné lieu en 2003 à un livre de photographies commentées par René-Jean Bouyer (le réalisateur des films) et David Dufresne (un journaliste de Libération),.

## Images utilisées
Les images proviennent à la fois de cinéastes amateurs et professionnels. Issues de fonds d'archives dispersés à travers le monde, elles ont été rassemblés par deux sociétés anglaises, TWI et Carlton. Elles sont en Kodachrome pour celles provenant des États-Unis et de Grande-Bretagne, et en Agfacolor pour celles provenant d'Allemagne.

## Réception et critique
Les documentaires ont suscité un engouement du public, avec des parts de marché atteignant 20 %, ce qui constitue un record d'audience pour un documentaire.
Selon certains, la contrainte des images en couleur empêche de traiter les faits pour lesquels de telles images n'existent pas, même s'ils sont marquants, ce qui conduirait à une explication simpliste de l'Histoire. Le réalisateur explique cependant avoir tenté de combler les omissions grâce aux commentaires (par la suite, d'autres documentaires, tels qu'Apocalypse, ont choisi la voie de la colorisation pour remédier à ces manques).
Une enquête de l'Inspection académique de Versailles, menée en 2005-2006, a montré que ces documentaires arrivaient en troisième place des documents vidéos utilisés comme supports pédagogiques pour l'enseignement de la Shoah en collège et lycée, derrière Nuit et Brouillard et De Nuremberg à Nuremberg.